# 1. division (Eishockey) 1961/62
Die Saison 1961/62 war die zweite Spielzeit der 1. division, der höchsten dänischen Eishockeyspielklasse. Meister wurde zum insgesamt vierten Mal in der Vereinsgeschichte der KSF Kopenhagen.

## Modus
In der Hauptrunde absolvierte jede der vier Mannschaften insgesamt sechs Spiele. Der Erstplatzierte der Hauptrunde wurde Meister. Für einen Sieg erhielt jede Mannschaft zwei Punkte, bei einem Unentschieden gab es einen Punkt und bei einer Niederlage null Punkte.

## Hauptrunde

### Tabelle
|    | Klub           | Sp | S | U | N | T  | GT | Punkte |
| -- | -------------- | -- | - | - | - | -- | -- | ------ |
| 1. | KSF Kopenhagen | 6  | 6 | 0 | 0 | 41 | 5  | 12     |
| 2. | Rungsted IK    | 6  | 4 | 0 | 2 | 23 | 16 | 8      |
| 3. | Furesø         | 5  | 1 | 1 | 3 | 8  | 23 | 3      |
| 4. | Esbjerg SK     | 5  | 0 | 0 | 5 | 6  | 34 | 0      |

Sp = Spiele, S = Siege, U = Unentschieden, N = Niederlagen